# Rio Grande Valley Vipers
I Rio Grande Valley Vipers sono una squadra di pallacanestro di Edinburg che milita nella NBA G League, il campionato professionistico di sviluppo della National Basketball Association.

## Squadre NBA affiliate
Sono affiliati attualmente agli Houston Rockets e precedentemente erano affiliati anche ai New Orleans Pelicans.

## Record stagione per stagione
| Stagione                 | Division       | Piazzamento    | Vittorie | Sconfitte | %    | Play-off |
| ------------------------ | -------------- | -------------- | -------- | --------- | ---- | --- |
| Rio Grande Valley Vipers |                |                |          |           |      | |
| 2007-08                  | Southwestern   | 5°             | 21       | 29        | 42,0 | |
| 2008-09                  | Southwestern   | 4°             | 21       | 29        | 42,0 | |
| 2009-10                  | Western        | 1°             | 34       | 16        | 68,0 | vincono 1º turno (Reno) 2-1 vincono semifinali (Austin) 2-1 vincono D-League Finals (Tulsa) 2-0                                               |
| 2010-11                  | Western        | 2°             | 33       | 17        | 66,0 | vince 1º turno (Bakersfield) 2-1 vincono semifinali (Reno) 2-0 perdono D-League Finals (Iowa) 1-2                                             |
| 2011-12                  | Western        | 5°             | 24       | 26        | 48,0 | - |
| 2012-13                  | Central        | 1°             | 35       | 15        | 70,0 | vincono 1º turno (Maine) 2-0 vincono semifinali (Tulsa) 2-0 vincono D-League Finals (Santa Cruz) 2-0                                          |
| 2013-14                  | Central        | 3°             | 30       | 20        | 60,0 | vincono 1º turno (Iowa) 2-1 perdono semifinali (Santa Cruz) 2-1                                                                               |
| 2014-15                  | Southwest      | 3°             | 27       | 23        | 54,0 | |
| 2015-16                  | Southwest      | 2°             | 29       | 21        | 58,0 | perdono 1º turno (Austin) 1-2 |
| 2016-17                  | Southwest      | 2°             | 32       | 18        | 64,0 | vincono 1º turno (Los Angeles) 2-1 vincono semifinali (Oklahoma City) 2-1 perdono D-League Finals (Raptors 905) 1-2                           |
| 2017-18                  | Southwest      | 2°             | 29       | 21        | 58,0 | vincono 1º turno (Texas) 107-100 perdono semifinali di Conference (Austin) 91-117                                                             |
| 2018-19                  | Southwest      | 1°             | 34       | 16        | 68,0 | vincono semifinali di Conference (Hustle) 135-118 vincono finali di Conference (Santa Cruz) 144-125 vincono D-League Finals (Long Island) 2-1 |
| 2019-20                  | Southwest      | 4°             | 15       | 27        | 35,7 | |
| 2020-21                  | -              | 7°             | 9        | 6         | 60,0 | perdono quarti di finale (Santa Cruz) 81-110                                                                                                  |
| Regular season           | Regular season | Regular season | 341      | 266       | 56,2 | |
| Play-off                 | Play-off       | Play-off       | 31       | 17        | 64,6 | |

## Palmarès
- Campione NBA D-League: 4

2010, 2013, 2019, 2022,
- Campione di Conference: 6

2010, 2011, 2013, 2017, 2019, 2022
- Campione di  Divisione: 3

2010, 2013, 2019,